# Dourado (São Paulo)
Dourado é um município brasileiro do estado de São Paulo, e está localizado no centro geográfico (Obelisco) do estado. O município é formado pela sede e pelo povoado de Santa Clara.

## História
Em meados do século XIX, pequenas choupanas foram surgindo na região e, mais tarde, formaram um povoado denominado Bebedouro, atualmente município. Um dos mais antigos moradores do lugar, capitão José Modesto de Abreu, doou uma gleba de terras situada na Serra dos Dourados, onde o capitão José Sijus ergueu o primeiro rancho.
Uma capela foi construída e a partir de 1880 algumas famílias foram-se fixando ao seu redor, formando a povoação de São João Batista dos Dourados, cujo nome homenageia o santo padroeiro e identifica a localização do povoado.
Passada uma década, as duas povoações vizinhas, São João dos Dourados e Bebedouro, reivindicavam a elevação à categoria de Distrito de Paz, tendo alcançado melhor êxito, em 1891, a de São João Batista dos Dourados.

## Geografia
Localiza-se a uma latitude 22º06'00" sul e a uma longitude 48º19'03" oeste, estando a uma altitude de 706 metros. Sua população estimada em 2006 era de 9.244 habitantes.
No município fica o centro geométrico do estado de São Paulo, centro de São Paulo, com a seguinte latitude e longitude (-22.070647,-48.4337&spn=0.018096,0.042658 = 22º04'11,17"S, 48º26'00,52"O)

### Hidrografia
- Rio Boa Esperança
- Rio Jacaré-Pepira

### Rodovias
- SP-215 - Rodovia Luís Augusto de Oliveira

## Demografia
Dados do censo de 2000
- População Total: 8.606
  - Urbana: 7.839
  - Rural: 767
  - Homens: 4.403
  - Mulheres: 4.203
- Densidade demográfica (hab./km²): 41,78
- Mortalidade infantil até 1 ano (por mil): 14,46
- Expectativa de vida (anos): 71,99
- Taxa de fecundidade (filhos por mulher): 2,63
- Taxa de Alfabetização: 88,10%
- Índice de Desenvolvimento Humano (IDH-M): 0,780
  - IDH-M Renda: 0,704
  - IDH-M Longevidade: 0,783
  - IDH-M Educação: 0,854

(Fonte: IPEADATA)

## Infraestrutura

### Comunicações
O sistema de telefones automáticos foi inaugurado na cidade em 1981 pela Telecomunicações de São Paulo (TELESP), que também implantou o sistema de discagem direta à distância (DDD) em 1981 com o código de área (0162).
Na década de 90 o código DDD da cidade foi alterado para (016), para padronização do sistema telefônico com a telefonia celular que estava sendo implantada em todo o estado.

## Religião
O Cristianismo se faz presente na cidade da seguinte forma:

### Igreja Católica
O município pertence à Diocese de São Carlos.
- Paróquia São João Batista (matriz)

### Igrejas Evangélicas
Entre as igrejas protestantes históricas, pentecostais e neopentecostais, encontram-se na cidade:
- Assembleia de Deus Ministério do Belém.[15][16]
- Congregação Cristã no Brasil.[17]